# Grumman Gulfstream I

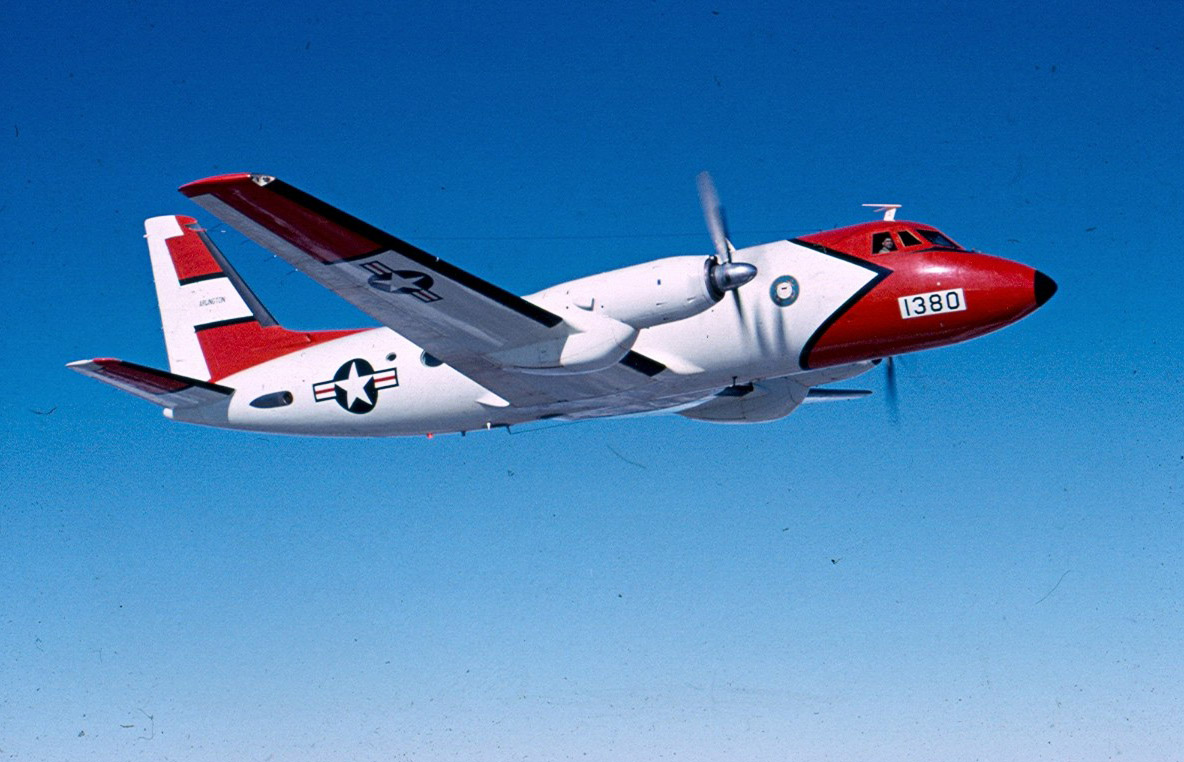
Grumman Gulfstream I van de U.S. Coast Guard

De Grumman Gulfstream I is een tweemotorige laagdekker turboprop zakenvliegtuig, ontwikkeld en geproduceerd door Grumman. Het vliegtuig is geschikt voor 10-24 passagiers. De eerste vlucht was op 14 augustus 1958. Er zijn 200 exemplaren van gebouwd. De productie eindigde in 1969.

## Ontwerp en historie
De Grumman Gulfstream I was een cleansheet ontwerp uit 1957 voor een turboprop zakenvliegtuig. Het geheel metalen toestel was uitgerust met een intrekbaar driewiel landingsgestel, drukcabine en een, uniek voor een ontwerp uit de jaren 1950, APU. Met de stoelen dicht op elkaar was er plaats voor maximaal 24 passagiers, met een ruim en luxe interieur voor 8 passagiers. De toegang tot de cabine ging via een voorin de romp gepositioneerde airstair. 
De Gulfstream I was een voor zijn tijd vooruitstrevend ontwerp. Behalve de moderne APU (auxiliary power unit) voorziening was ook de avionica in de cockpit met een masteralarm en foutmeldingen display zijn tijd vooruit. Onderdelen van de Gulfstream I werden later ook gebruikt voor de Gulfstream zakenjets.   
Het vliegtuig is ingezet voor zowel civiel als militair gebruik. De Amerikaanse militaire aanduidingen waren: C-4 Academe, TC-4 en VC-4.

## Varianten
G-159 Gulfstream I
Tweemotorig zakenvliegtuig uitgerust met twee 2.210 pk (1.648 kW) Rolls-Royce Dart RDa.7/2 Mk 529-8X turboprops.
G-159C Gulfstream I-C
Uitvoering met 3,25 m verlengde romp en ingericht als regionaal passagiersvliegtuig met 37 stoelen.
VC-4A
VIP transportversie voor de U.S. Coast Guard.
TC-4B
Militaire aanduiding voor een Amerikaans trainingstoestel, maar de order werd uiteindelijk geannuleerd.
TC-4C Academe
Amerikaans militair trainingstoestel, uitgerust met apparatuur voor de training van navigatoren en bommenrichters.